# Pierre Baillargeon
Pierre Baillargeon (* 10. September 1916 in Montreal; † 15. August 1967 in Rochester/Minnesota, Vereinigte Staaten) war ein französischsprachiger kanadischer Schriftsteller und Journalist.

## Leben
Baillargeon war von 1929 bis 1938 Schüler der Viatoristen und besuchte das Collège de Jean-de-Brébeuf. Er ging dann nach Frankreich, um Medizin zu studieren. Nach einem Autounfall musste er sein Studium abbrechen und kehrte 1940 nach Kanada zurück. Dort gründete er die Zeitschrift Amérique française, die er bis 1943 herausgab. Daneben arbeitete er 1942 als  Journalist auch für die Zeitung La Patrie. Von 1949 bis 1959 lebte er erneut in Frankreich, schrieb aber weiter für kanadische Zeitungen wie La Nouvelle Relève, La Patrie und La Presse.

## Werke
- Hasard et moi (1940)
- Les Médisances de Claude Perrin (1945)
- Commerce (1947)
- La Neige et le Feu (1948)
- Le Scandale est nécessaire (1962)
- Madame Homère (1963)
- Le Choix (1969)